# Frederick William Frohawk
Frederick William Frohawk (Norfolk, 16 de julho de 1861 — Norfolk, 10 de dezembro de 1946) foi um artista zoológico e lepidopterista inglês. Frohawk foi o autor de Natural History of British Butterflies (1914), The Complete Book of British Butterflies (1934) e Varieties of British Butterflies (1938).

## Vida

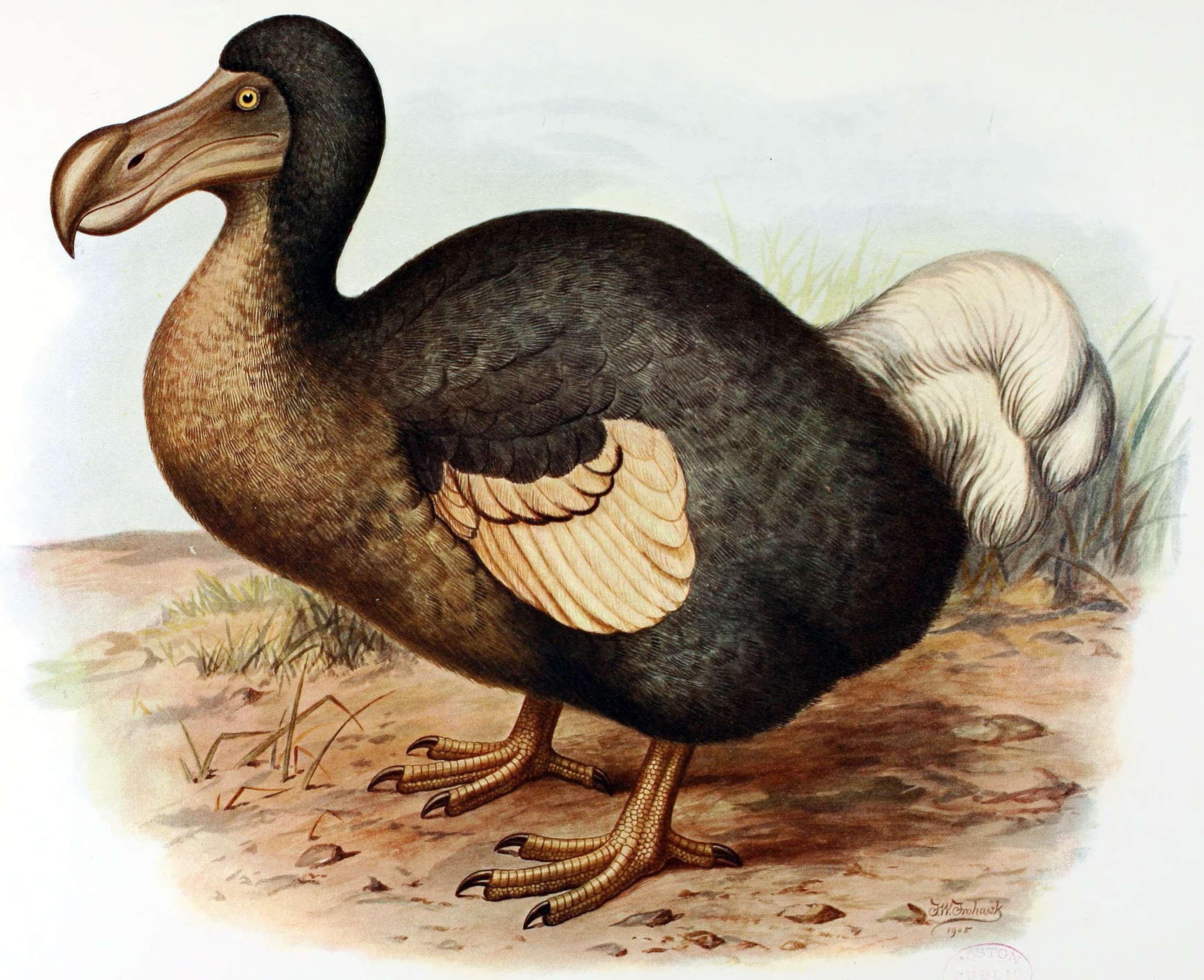
Ilustração da extinta de Frohawk dodo dodo para Walter Rothschild em Extinct Birds (1907)

Frohawk nasceu em Brisley Hall, East Dereham, Norfolk, filho de um pequeno proprietário rural agricultor Francis Frohawk e sua esposa, Lydia Drage. Filho mais novo de sua família, seu interesse pelo desenho e pela história natural foi nutrido por sua mãe. A família mudou-se para Great Yarmouth e mais tarde Ipswich, onde ele encontrou muitas borboletas interessantes. Após a morte de seu pai por volta de 1873, a família mudou-se para Croydon e mais tarde South Norwood. Ele foi para a escola em Norwood College e durante esse tempo contraiu febre tifóide que levou a quase cegueira de um olho. Em 1880, a família mudou-se para Upper Norwood e aqui Frohawk concentrou-se na ilustração e obteve sua primeira encomenda para ilustrar The Field. Frohawk foi incentivado em seu trabalho por Lord Walter Rothschild, que mais tarde comprou suas aquarelas de borboletas.
Seus principais trabalhos sobre borboletas incluem os dois volumes Natural History of British Butterflies (1924) e The Complete Book of British Butterflies (1934). Em 1927, a necessidade de dinheiro o forçou a vender sua coleção de borboletas para Lord Rothschild por £ 1 000. Eles agora fazem parte da coleção Rothschild no Museu de História Natural de Londres. Ele também ilustrou vários livros sobre pássaros, incluindo Aves Hawaiienses: The Birds of the Sandwich Islands; e Birds of the British Isles and their Eggs with AG Butler, publicado por volta de 1898.
Casou-se com Margaret Grant em junho de 1895 e passou a lua de mel em New Forest. Margaret morreu em 16 de fevereiro de 1909, deixando-o para cuidar de duas filhas. Em 1911 ele se casou com Mabel Jane Bowman em 4 de outubro em St James, Westminster e eles tiveram uma terceira filha, Valezina, em homenagem a uma forma de fritilar prateado. Ele foi eleito membro da Royal Entomological Society em 1891 e feito Special Life Fellow em 1926. Ele morreu em 10 de dezembro de 1946 e foi enterrado em Headley, Surrey. 
Sua irmã Lydia era casada com a artista equina Lynwood Palmer.

Em 1996, sua filha Valezina inaugurou uma placa comemorativa marcando o "Passeio de Frohawk" na Floresta Nova.